# Ribeira Funda (São Tomé)
Ribeira Funda é uma aldeia de São Tomé e Príncipe, localiza-se no Distrito de Lembá, ilha de São Tomé, próxima às localidades de Maria e de Ribeira Palma Praia.